# Sjamanka

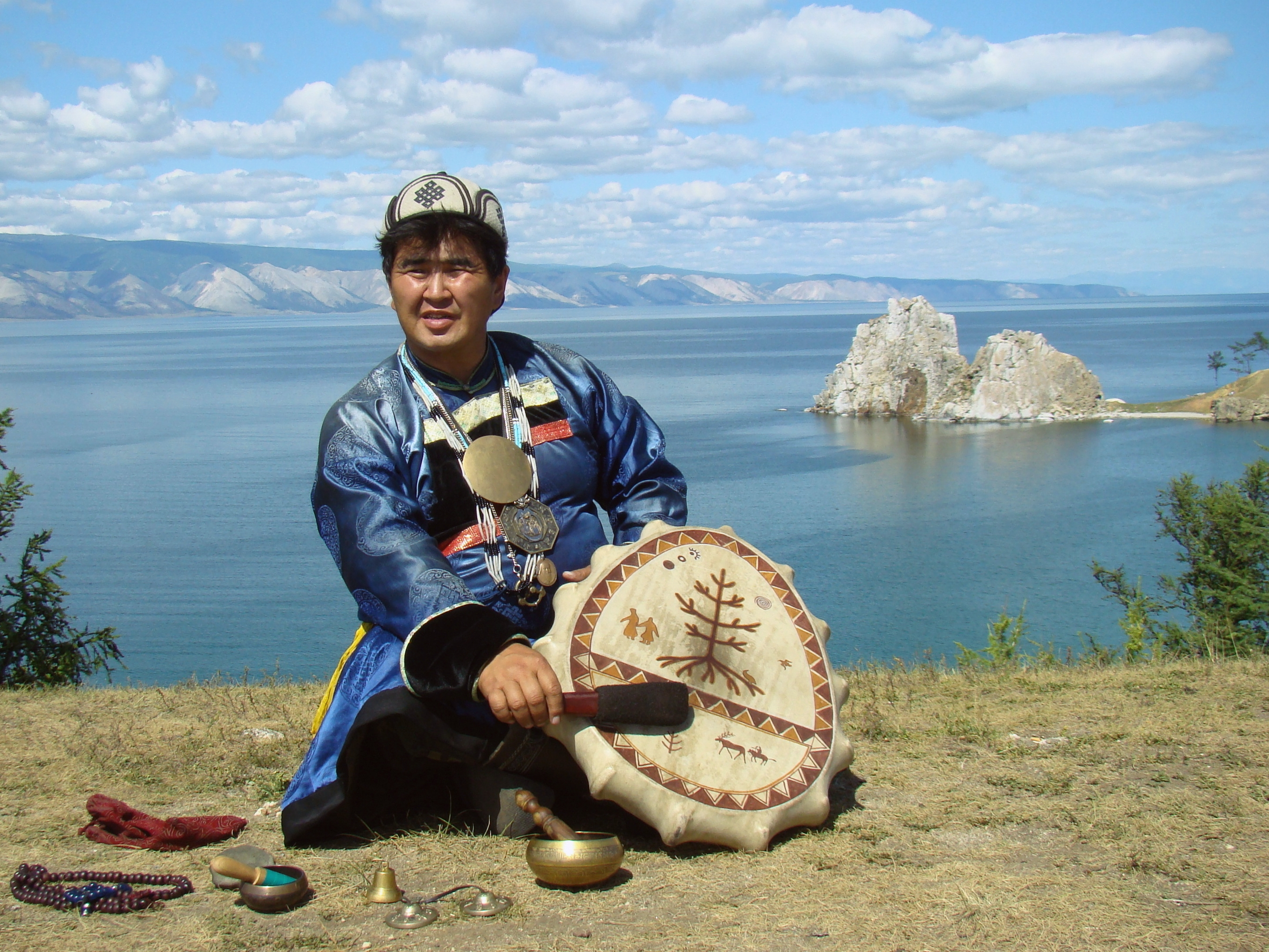
Hoofdsjamaan van Olchon (2009)

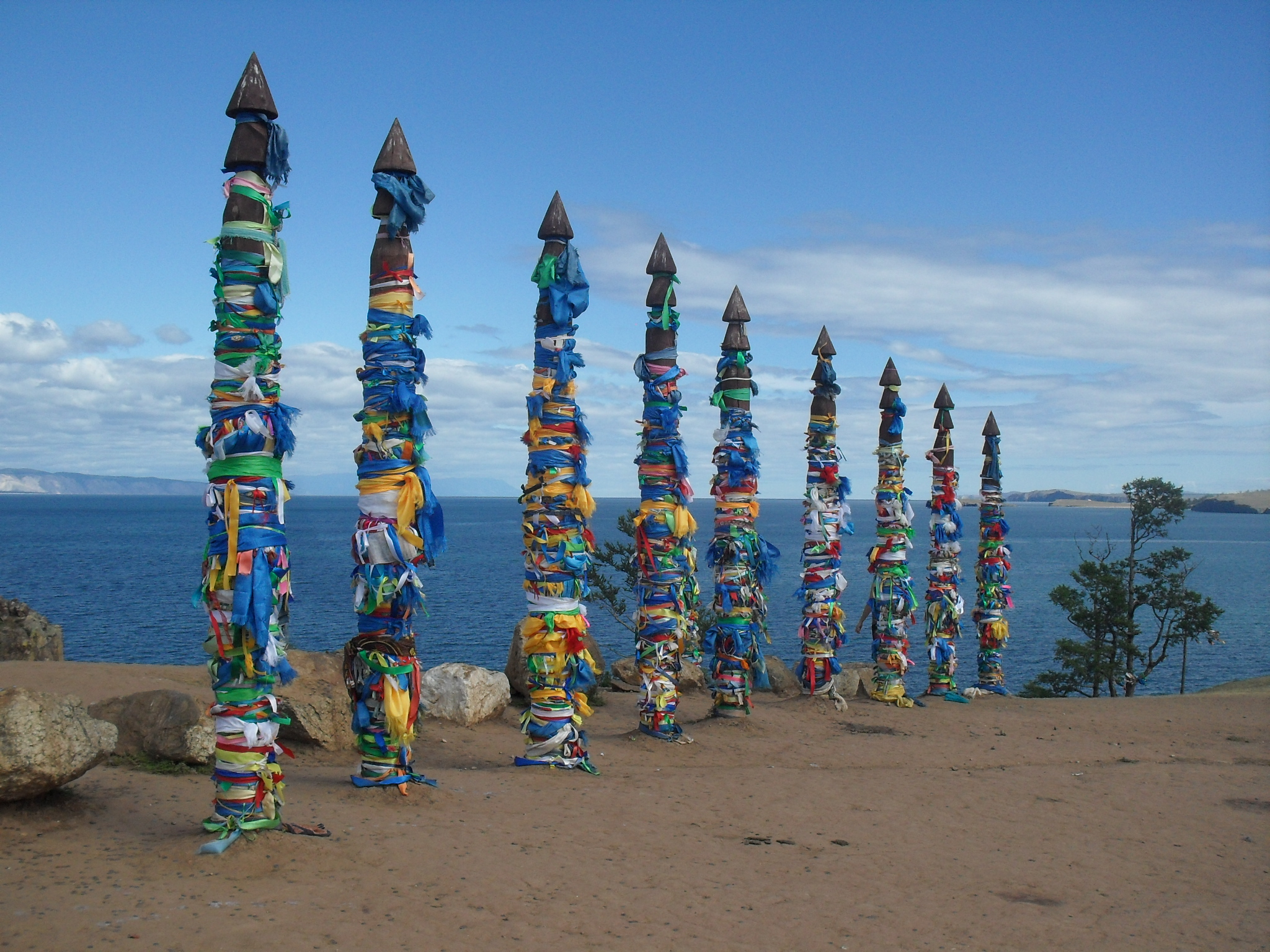
Rituele pilaren (serge) nabij de Sjamanenrots

De Sjamanka (Russisch: Шаманка; "sjamanenrots" of "sjamanensteen"), kaap Pesjtsjerny of kaap Sjamanski, in recentelijker tijd vaker aangeduid als kaap Boerchan, is een heilige rots binnen het sjamanisme en een van de negen meest heilige plaatsen van Azië. De rots bestaat uit twee marmeren pieken en ligt bij Choezjir op de westkust van het eiland Olchon aan de westzijde van het Baikalmeer in Russisch Oost-Siberië en is het onderwerp van vele legenden. De berg heeft binnen Rusland de status van natuurhistorisch monument en ligt binnen het Nationaal Park Cisbaikal.

## Religieuze betekenis
Binnen het boerchanisme van de Altaj is de berg een van de heiligste plaatsen, omdat er een Boerchan (Boerjatisch: Ojchon-eche-babaj) in een grot in de rots zou ronddwalen. Deze Boerchan, vorst Oegoete-Nojon van Olchon, boezemde de lokale Boerjatische bevolking eind 19e eeuw veel angst in, zo valt te lezen uit een beschrijving van Vladimir Obroetsjev uit 1890:

"De bovennatuurlijke angst die de Olchon-Boerjaten hebben ten opzichte van de grot is hoogst opmerkelijk; het is ongeoorloofd om langs de Sjamanenrots te rijden op wielen, maar alleen op een zadel of op een slee; als er iemand sterft binnen een van de clans, is het voor elk lid van de clan verboden om langs de grot te rijden voor een bepaalde tijd"

De grot zelf bestaat uit een kleine kamer met een hoogte van tussen de drie en vier meter en is aan de westzijde van de rots gelegen. Een smalle stijgende gang leidt naar de oostelijke zijde van de rots.

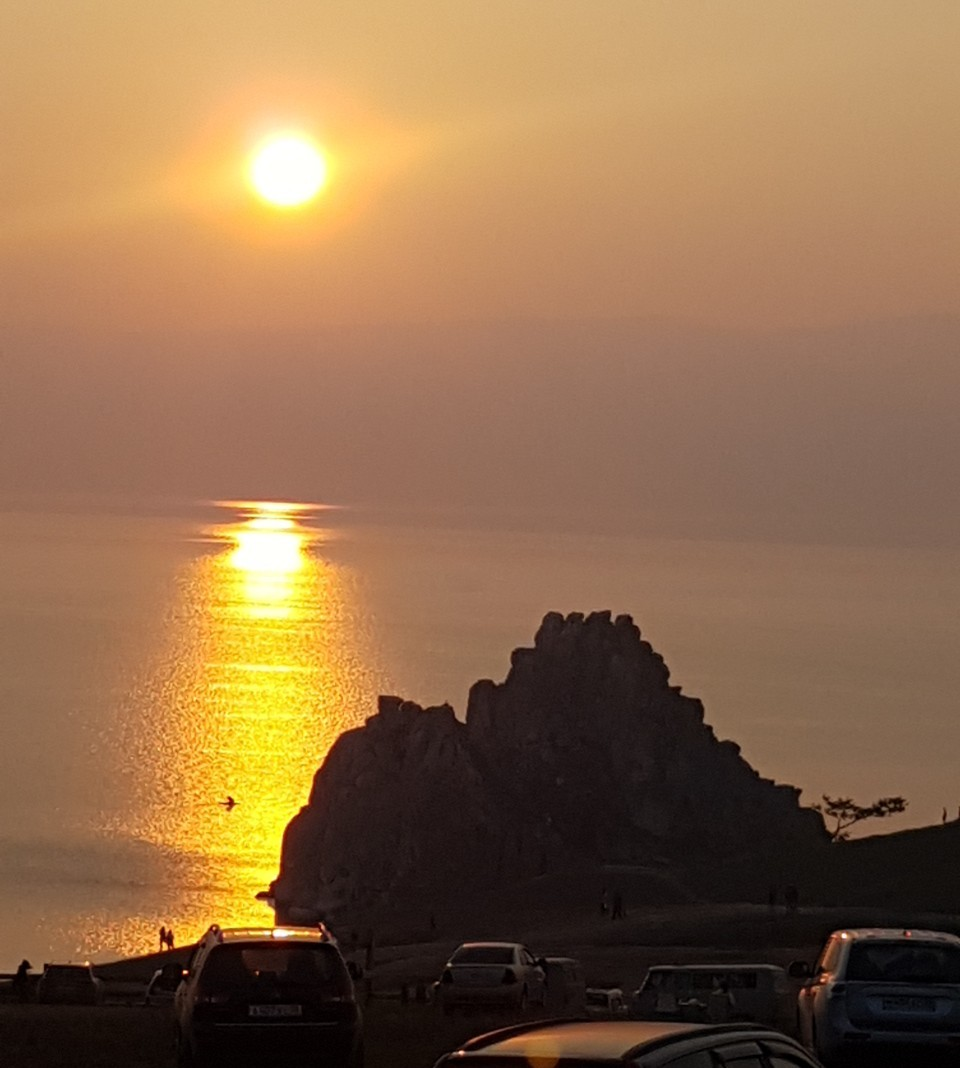
Sjamanka bij zonsondergang.

De rots en de grot werden al door de eerste bewoners als heilig gezien. Later gebruikten boeddhistische priesters het als gewijde plek. Ook het Russisch-orthodoxe geloof had zijn invloed bij de grot; een tijdlang hing er een icoon van Nicolaas de wonderdoener. Volgens een verhaal kon de sjamaan de lokale bevolking schrik inboezemen door de rots te doorkruisen door de grot, daar dezen niet wisten van de doorgang. De grot en het gebied rond de rots zijn ook weleens genoemd als een van de vele mogelijke begraafplaatsen van Genghis Khan, maar dit wordt als erg onrealistisch gezien.

## Archeologie
Bij en in de rots zijn veel archeologische opgravingen geweest, waarbij munten en andere voorwerpen werden gevonden die dateren tot 5000-3000 v.Chr. Volgens wetenschappers uit het einde van de 19e en het begin van de 20e eeuw bevonden zich 18e en 19e-eeuwse Tibetaanse inscripties in de berg. Deze waren nog aanwezig in de jaren 60 van de 20e eeuw, maar later verdwenen ze als gevolg van vandalisme. Later werden ook een aantal rotsschilderingen gevonden.